# (8690) Swindle
(8690) Swindle est un astéroïde de la ceinture principale.

## Description
(8690) Swindle est un astéroïde de la ceinture principale. Il fut découvert le 24 septembre 1992 à Kitt Peak par le projet Spacewatch. Il présente une orbite caractérisée par un demi-grand axe de 2,39 UA, une excentricité de 0,17 et une inclinaison de 1,9° par rapport à l'écliptique.

## Compléments